# Aeropuerto de Bykovo
El Aeropuerto de Bykovo (en ruso: Аэропорт Быково) (IATA: BKA, OACI: UUBB) fue un pequeño aeropuerto regional en Moscú, Rusia, del cual solo queda la pista. Estaba situado a unos 35 kilómetros al sureste de Moscú, en la autopista y línea de ferrocarril en dirección a Riazán, y al lado de la ciudad de Zhukovski (ciudad). Estuvo abierto desde 1933 hasta el 2010.
El aeropuerto de Bykovo se abrió por primera vez en 1933. Primero, el aeropuerto tenía una pista de aterrizaje cubierta de hierba. Durante la Segunda Guerra Mundial fue reconstruido (1000 × 80 m; cubierto de ladrillos). En 1960 fue reconstruido nuevamente. En 1975 se construyó el edificio de la terminal (capaz de atender a 400 pasajeros por hora); en 1975 atendió a 1,5 millones de pasajeros. El aeropuerto fue la sede del departamento de vuelos chárter de Centre-Avia.
El 18 de octubre de 2010 se cerraron las operaciones de pasajeros en el aeropuerto debido a la expiración de los plazos de arrendamiento con la empresa gestora, que no pudo renovarlos. Hasta octubre de 2010, el taxi aéreo Dexter tenía su base en el aeropuerto de Bykovo, después se trasladó al aeropuerto de Zhukovsky situado a 8 km.
En abril de 2011, comenzó el desmantelamiento (demolición) del complejo del aeropuerto.
En junio de 2011, Bykovo fue excluido del Registro Estatal de Aeródromos Civiles de la Federación de Rusia.

## Pista
El aeropuerto de Bykovo dispone de una pista de asfalto en dirección 10/28 de 2210x40 m (7251x131 pies).
El pavimento es del tipo 38/F/B/X/T, lo que permite un peso máximo al despegue de 191 toneladas.
Es adecuado para ser utilizado por los siguientes tipos de aeronaves: Antonov An-12, Antonov An-24, Antonov An-26, Antonov An-30, Antonov An-32, Antonov An-74, Ilyushin Il-18, Ilyushin Il-76, Tupolev Tu-134, Tupolev Tu-154 (con limitaciones), Yakovlev Yak-40, Yakovlev Yak-42 aeronaves de clases 3 y 4, así como todo tipo de helicópteros durante todo el año.